# Waldemarturm

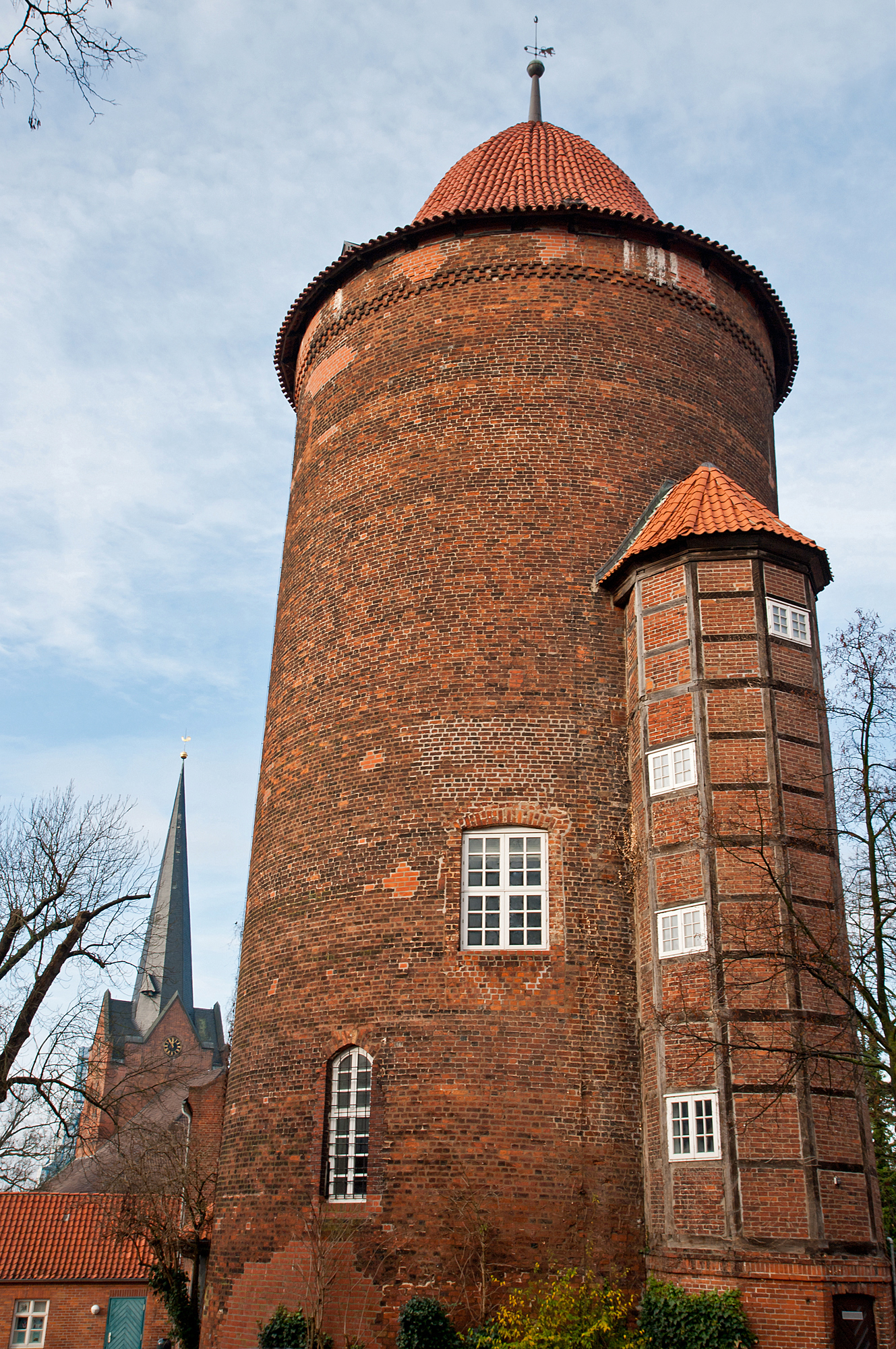
Ostseite des Waldemarturms mit angebautem Treppenturm; im Hintergrund der Kirchturm von St. Johannis

Der Waldemarturm ist ein ehemaliger Bergfried auf dem Amtsberg in Dannenberg (Elbe). Er ist der einzige Überrest einer mittelalterlichen Burg und des späteren Schlosses Dannenberg. Der Turm diente als Wehr-, Schloss- und Gefängnisturm, Wehrlager, Magazin, Aktenlager und Heimatmuseum. Er ist neben der St.-Johannis-Kirche das Wahrzeichen der Stadt Dannenberg. 

## Baubeschreibung
Seinen Namen hat der Waldemarturm vom dänischen König Waldemar II., der dort von 1223 bis 1224 gefangen gehalten wurde. Der Turm hat eine Höhe von 33 Metern und einen Außendurchmesser von rund 12 Meter. Durch seine bis zu 3,5 Meter starken Mauern aus Ziegelstein in Zweischalenbauweise beträgt der Durchmesser des Innenraums etwa 5 Meter. Der Turm steht auf einem Fundament aus Feldsteinen. Zur Turmspitze führen 113 Stufen hinauf. 

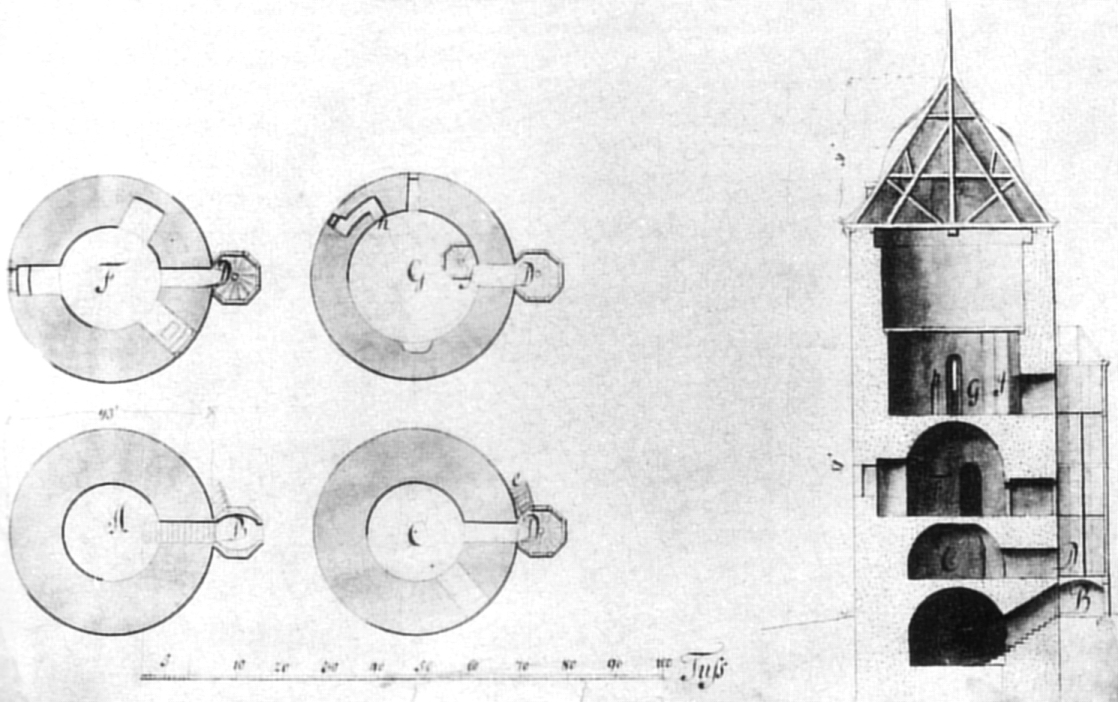
Schnitt durch den Waldemarturm und vier Geschosse, 1716

Im Inneren ist der Turm in fünf Geschosse unterteilt. Im untersten Geschoss befand sich das Verlies, das nur über das Angstloch im Turminneren zugänglich war. Das Verlies diente nicht nur als Gefängnis, sondern auch zur Einlagerung von Vorräten für Belagerungszeiten. Der Zugang zum Turm erfolgte über ein Schlossgebäude ins zweite Turmgeschoss. Nur das dritte Geschoss war als Wohnraum nutzbar, in dem sich ein Kamin und ein Abort befanden. Dort wird das frühere Gefängnis vermutet.
1967 fand im Keller des Waldemarturms eine kleinere archäologische Ausgrabung statt, die aus Sicherheitsgründen nur in eine Tiefe von rund einem Meter führte. Der Kellerfußboden war mit Ziegel ausgelegt. In dem darunter liegenden Sandboden fanden sich verschiedenen Keramikgefäße, die aus der Zeit des 14. bis 16. Jahrhunderts stammten. In einer tieferen Bodenschicht wurden slawische Scherben, die sich in das 9. bis 12. Jahrhundert datieren ließen, gefunden.

## Geschichte
Der Turm wurde um das Jahr 1200 unter Heinrich I., Graf von Dannenberg (1169–1209), als Bergfried einer um 1150 entstandenen Burg erbaut. In den Jahren 1223 bis 1224 wurde im Turm der dänische König Waldemar II. mit seinem Sohn Waldemar dem Jungen versteckt und gefangengehalten. 

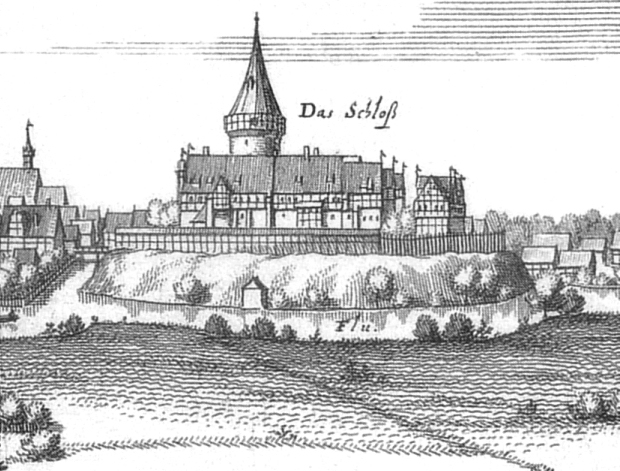
Merian-Kupferstich von 1645 mit dem Schloss Dannenberg und dem Waldemarturm mit Turmspitze von 1569

1569 wurde auf dem Turm ein Fachwerkaufbau mit Turmspitze errichtet. Dadurch soll die Höhe des Turms 46,6 Meter betragen haben. 1672 brannte die Spitze nach mehrfachem Blitzeinschlag ab. Erst 1720 kam es zu einer Renovierung des Bergfrieds und Anbau eines Treppenturms. Dieser war nötig, da einige Teile des baufälligen Schlosses abgerissen wurden, von wo aus der Turmzugang über eine Zugbrücke in Höhe des zweiten Stockwerkes erfolgte. 1732 wurde die baufällige Turmspitze abgenommen, und der Turm wurde mit einer barocken Dachhaube bekrönt, die noch in der heutigen Form besteht.
Während des Spanischen Erbfolgekrieges (1701–1714) wurde ein dänischer Diplomat für zehn Jahre im Turm inhaftiert. 1712 wurde ein französischer Graf in Dannenberg verhaftet und wenige Tage im Turm inhaftiert. 
Im Umfeld des Turms kam es zwischen 1774 und 1776 zum Abriss der Schlossgebäude bis auf die Schlosskapelle, die als Zweckbau zum Backen, Waschen und Schlachten weiterhin genutzt wurde und im 19. Jahrhundert abgerissen wurde. 
Seit 1955 ist im Turm das Heimatmuseum der Stadt Dannenberg, heute Museum im Waldemarturm Dannenberg, untergebracht. Die letzte Renovierung (mit einem modernen Innenausbau) erfolgte für die Museumsausstellung „Hochwasser“ im Jahre 2000. Das Museum zeigt neben historischen Dauerausstellungen auch Themen wie „Die Slawen im Wendland“ und Stadtgeschichte die Ausstellung „100 Tage in Gummistiefeln“ zum Hochwasser in der Elbtalaue. Darüber hinaus ergänzen wechselnde Kunstausstellungen und museumspädagogische Angebote jährlich das Angebot.

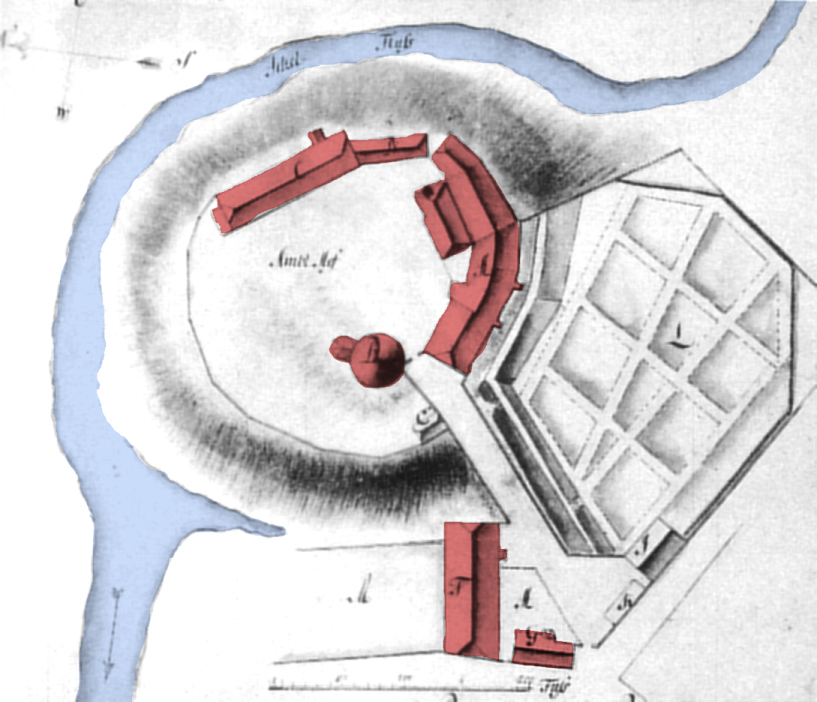
Lageplan von Schloss Dannenberg mit dem Waldemarturm, 1720
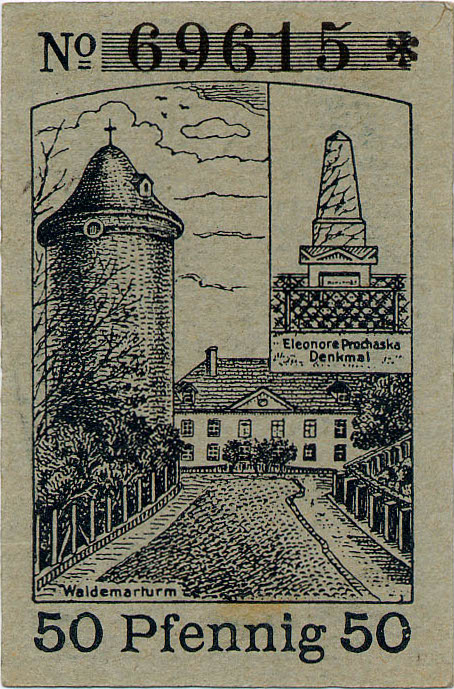
Der Waldemarturm auf einem Notgeldschein von 1919
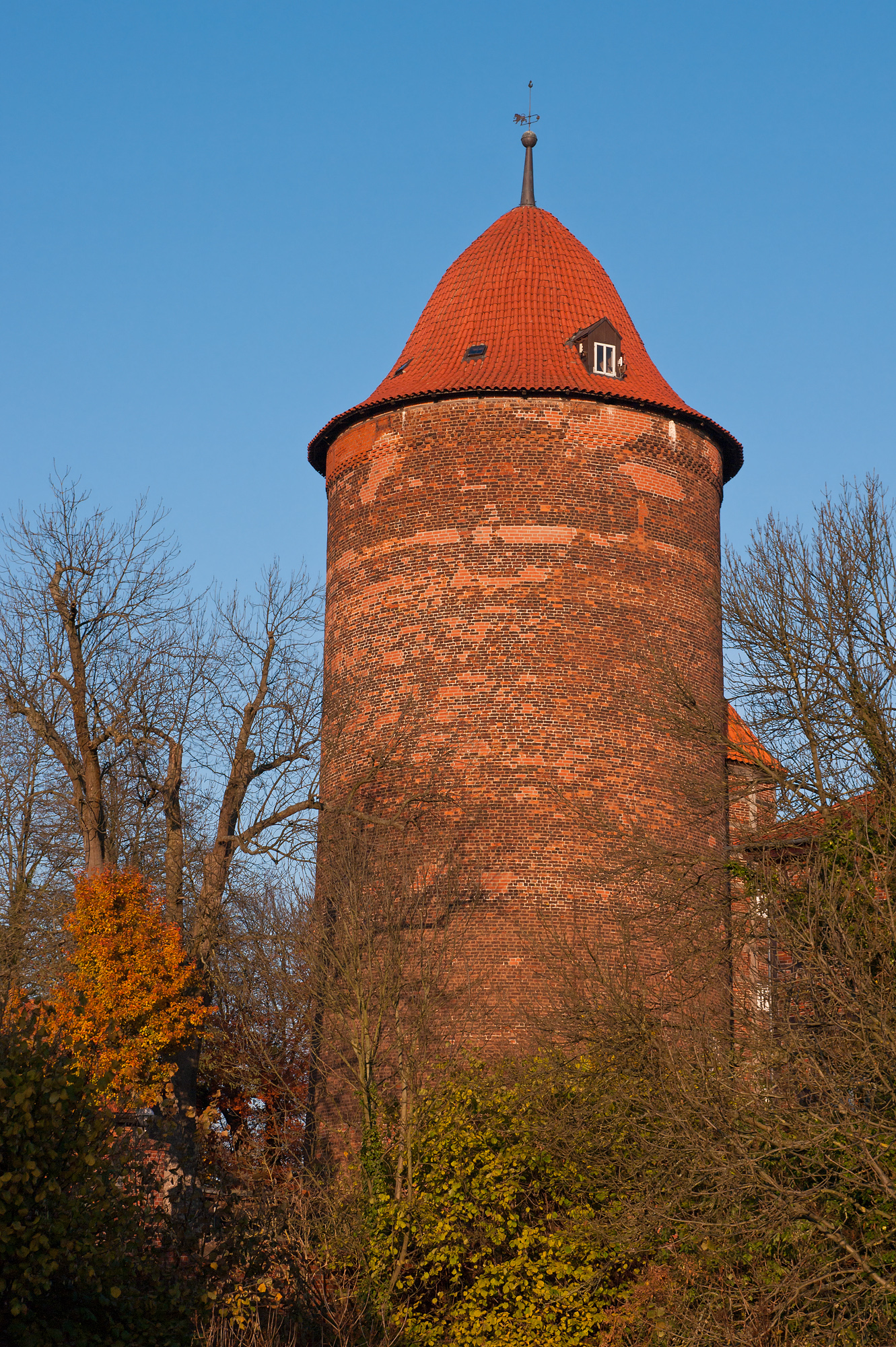
Waldemarturm, 2012
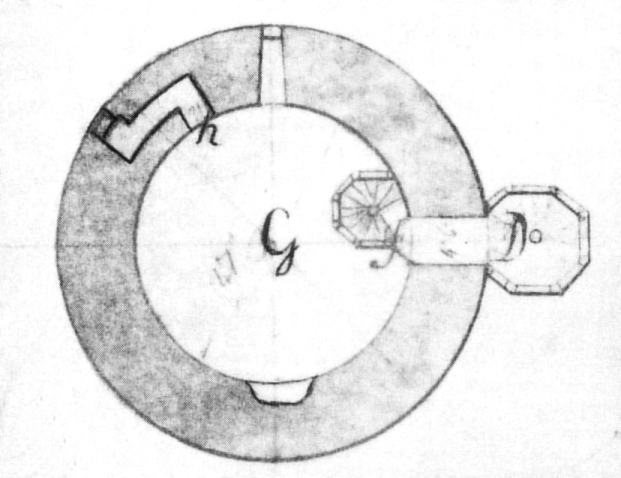
Schnitt durch das vermutlich als Gefängnis genutzte 3. Geschoss mit Abort im Mauerwerk (h) und Zugang rechts vom Treppenturm
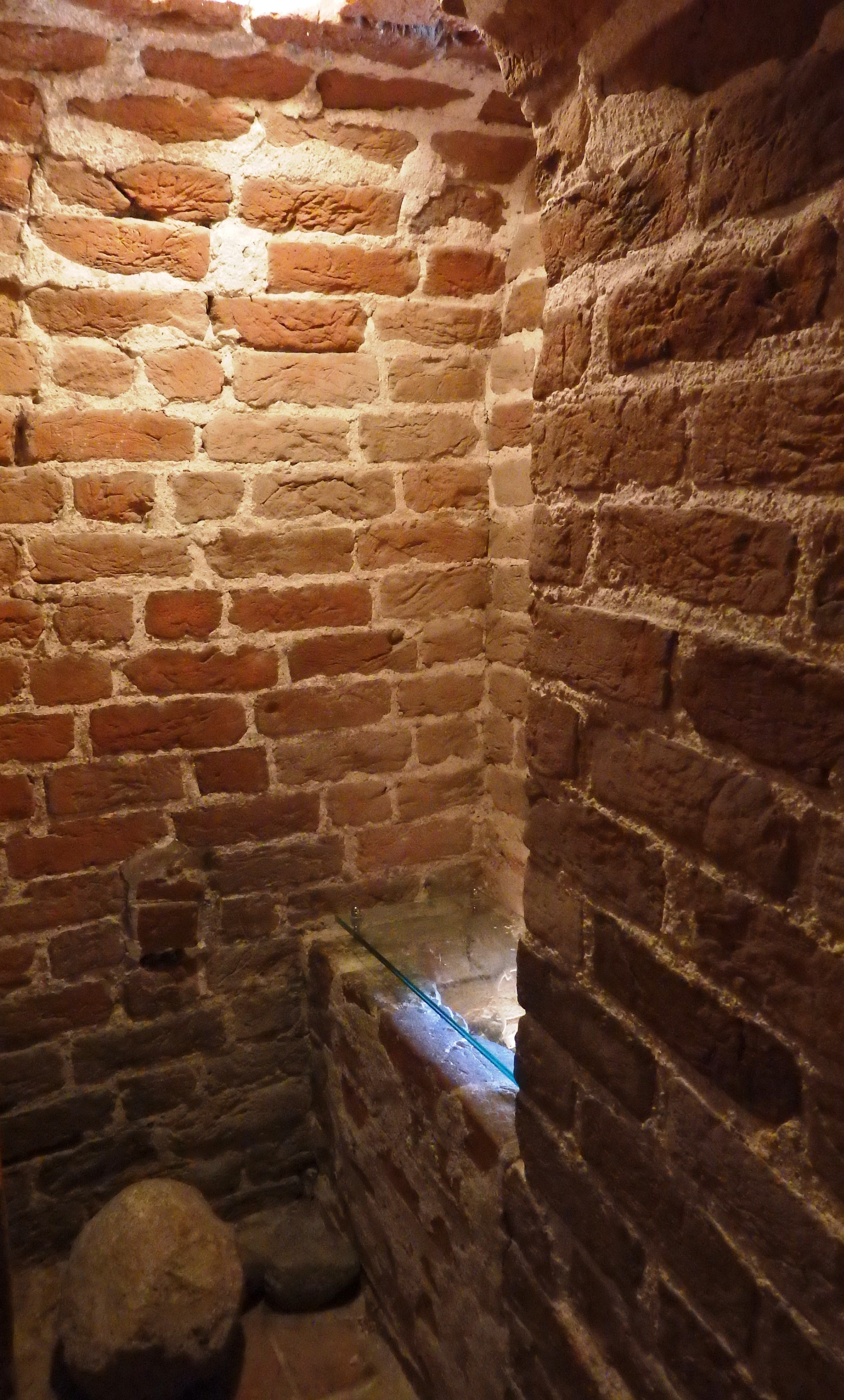
Abort im Mauerwerk des 3. Turmgeschosses, als „Königsloch“ bezeichnet